# Ormosia bucera
Ormosia bucera är en tvåvingeart som beskrevs av Alexander 1954. Ormosia bucera ingår i släktet Ormosia och familjen småharkrankar. Inga underarter finns listade i Catalogue of Life.